# Ísleifur Gissurarson
Ísleifur Gissurarson, född 1006, död 5 juli 1080, var Islands första biskop. Isleif var son till Gissur Vite. Han studerade i Tyskland och prästvigdes där. Efter hemkomsten bodde han som hövding och präst på sin fädernegård 
Skálholt, där han inrättade ett slags skola och uppfostringsanstalt för ansedda mäns barn. 1056 vigdes han till biskop över Island. Isleif efterträddes av sin son Gissur.